# Wacław Hulewicz (kasztelan)
Wacław Hulewicz herbu Nowina (zm. przed 23 stycznia 1679 roku) – kasztelan bracławski w latach 1675–1679, podkomorzy łucki w latach 1661–1679,  podsędek łucki w latach 1650–1661, rotmistrz królewski, królewski dworzanin pokojowy.
Deputat na Trybunał Główny Koronny w latach 1642/1643 z województwa wołyńskiego. Poseł na sejmy 1641 i 1645 roku. Poseł sejmiku łuckiego na sejm 1653 roku. Poseł sejmiku łuckiego na sejm 1650 roku, sejm zwyczajny 1652 roku, sejm 1661 roku, sejm 1662 roku, sejm 1664/1665 roku.
Był elektorem Jana II Kazimierza Wazy. Był elektorem Michała Korybuta Wiśniowieckiego z województwa wołyńskiego w 1669 roku, podpisał jego pacta conventa.